# تياشا جيزيرنيك
تياشا جيزيرنيك (بالسلوفينية: Tjaša Jezernik)‏ مواليد 17 يونيو 1977 في تسليي، جمهورية يوغوسلافيا الاشتراكية الاتحادية، هي لاعبة كرة مضرب سلوفينية سابقة. أعلى تصنيف لها في الفردي كان 416. أعلى تصنيف لها في الزوجي كان 305.

## النهائيات

### الفردي (1–1)
| الحصيلة | الرقم | التاريخ       | الدورة                  | الأرضية | المنافس        | النتيجة       |
| ------- | ----- | ------------- | ----------------------- | ------- | -------------- | ------------- |
| الفوز   | 1.    | 6 يونيو 1994  | مورسكا سوبوتا، سلوفينيا | ترابية  | ياسمين آنجلي   | 7–5, 6–4      |
| الوصافة | 1.    | 31 يوليو 1995 | هورب آم نيكار، ألمانيا  | ترابية  | زدينيك مالكوفا | 6–2, 1–6, 3–6 |

## روابط خارجية
- تياشا جيزيرنيك على موقع رابطة محترفات التنس (الإنجليزية)
- تياشا جيزيرنيك على موقع الاتحاد الدولي لكرة المضرب (الإنجليزية)
- تياشا جيزيرنيك على موقع كأس بيلي جين كينغ (الإنجليزية)
- تياشا جيزيرنيك على موقع خلاصة التنس.كوم (الإنجليزية)